# میلوبلاست
میلوبلاست (انگلیسی:Myeloblast) یا تَنده مغزاستخوانی، اولین یاخته پیش‌ساز و قابل شناخت رده نوتروفیلی می‌باشد. هرچند در موارد لوسمی اندازه آن بسیار متغیر بوده و انواع بسیار بزرگی یا بسیار کوچک آن مشاهده می‌شود، ولی در حال نرمال اندازه آن نسبتاً بزرگ بوده و قطری حدود ۲۰ الی ۲۵ میکرون را دارا می‌باشد. هسته آن بزرگ، گرد یا بیضی شکل و معمولاً کناری است. کروماتین هسته بنفش کمرنگ، یکدست، باز و ظریف می‌باشد. غشاء هسته بسیار ظریف و نازک بوده و معمولاً بین ۲ تا ۵ هستک به رنگ آبی مایل به خاکستری درون هسته مشاهده می‌شود. توده
سیتوپلاسمی کمی دارد، چرا که قسمت اعظم سلول را هسته اشغال نموده است. نسبت هسته به سیتوپلاسم (N/C) تقریباً حدود ۷ به ۱ می‌باشد. سیتوپلاسم بشدت بازوفیلی رنگ می‌گیرد ولی در اطراف هسته معمولاً ناحیه گرد، کمرنگ و کوچکی دیده می‌شود که مربوط به دستگاه گلژی سلول است. احتمال دارد حاشیه سیتوپلاسم پر رنگتر دیده شود یا سلول زوائد انگشتی شکل بسیار کوتاه ولی کلفتی را دارا باشد.
وجود یا فقدان گرانول‌های سیتوپلاسمی، عمدتاً به مرحله تمایزی سلول بستگی داشته، و به عبارت بهتر اگر چه در اکثر اوقات شاهد وجود گرانول هائی در سیتوپلاسم این سلول (ولو به تعداد کم) هستیم ولی این احتمال وجود دارد که سیتوپلاسم میلوبلاست فاقد چنین گرانولهای شاخصی باشد. از آنجایی که اندوپلاسمیک رتیکولوم خشن، دستگاه گلژی، و بخصوص گرانول‌های میلوبلاست معمولاً دارای مقادیر کافی آنزیم پراکسیداز می‌باشند. می‌توان از روش رنگ آمیزی پراکسیداز برای تشخیص و تفکیک آن از لنفوبلاست استفاده نمود، هر چند که باید به این نکته نیز توجه داشته باشیم که احتمال رنگ نگرفتن میلوبلاست با این روش،
وجود داشته و در اینجا نیز درجه تمایز سلول تعیین کننده است. از آنجایی که میلوبلاست سلول بسیار فعالی است در سیتوپلاسم آن تعداد زیادی اندوپلاسمیک رتیکولوم خشن و ریبوزوم آزاد وجود دارد.

## نگارخانه

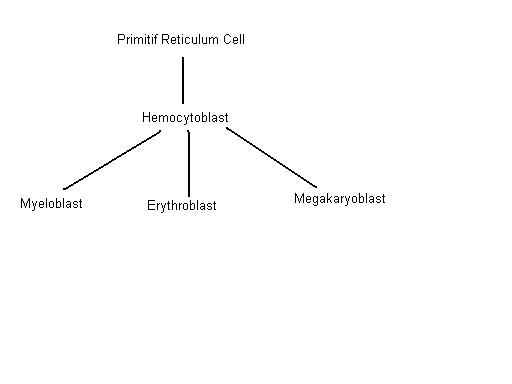
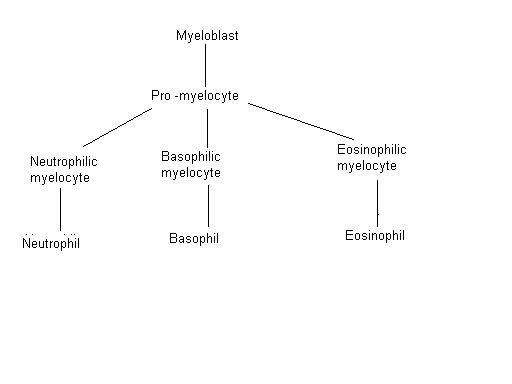